# Saharoza 6F-a-galaktoziltransferaza
Saharoza 6F-a-galaktoziltransferaza (EC 2.4.1.167, uridin difosfogalaktoza-saharoza 6F-alfa-galaktoziltransferaza, UDPgalaktoza:saharoza 6fru-alfa-galaktoziltransferaza, saharoza 6F-alfa-galaktotransferaza, UDP-galaktoza:saharoza 6F-alfa--galaktoziltransferaza) je enzim sa sistematskim imenom UDP-alfa--galaktoza:saharoza 6F-alfa--galaktoziltransferaza. Ovaj enzim katalizuje sledeću hemijsku reakciju
UDP-alfa--galaktoza + saharoza {\displaystyle \rightleftharpoons } UDP + 6F-alfa--galaktozilsaharoza
Ovaj enzim učestvuje u sintezi trisaharidne planteoze i viših analoga u semenu Plantago i Sesamum vrsta.

## Literatura
- Nicholas C. Price; Lewis Stevens (1999). Fundamentals of Enzymology: The Cell and Molecular Biology of Catalytic Proteins (Third изд.). USA: Oxford University Press. ISBN 019850229X.
- Eric J. Toone (2006). Advances in Enzymology and Related Areas of Molecular Biology, Protein Evolution (Volume 75 изд.). Wiley-Interscience. ISBN 0471205036.
- Branden C; Tooze J. Introduction to Protein Structure. New York, NY: Garland Publishing. ISBN 0-8153-2305-0.
- Irwin H. Segel. Enzyme Kinetics: Behavior and Analysis of Rapid Equilibrium and Steady-State Enzyme Systems (Book 44 изд.). Wiley Classics Library. ISBN 0471303097.
- William P. Jencks (1987). Catalysis in Chemistry and Enzymology. Dover Publications. ISBN 0486654605.

## Spoljašnje veze
- Sucrose+6F-alpha-galactosyltransferase на 